# Galleria Warowland

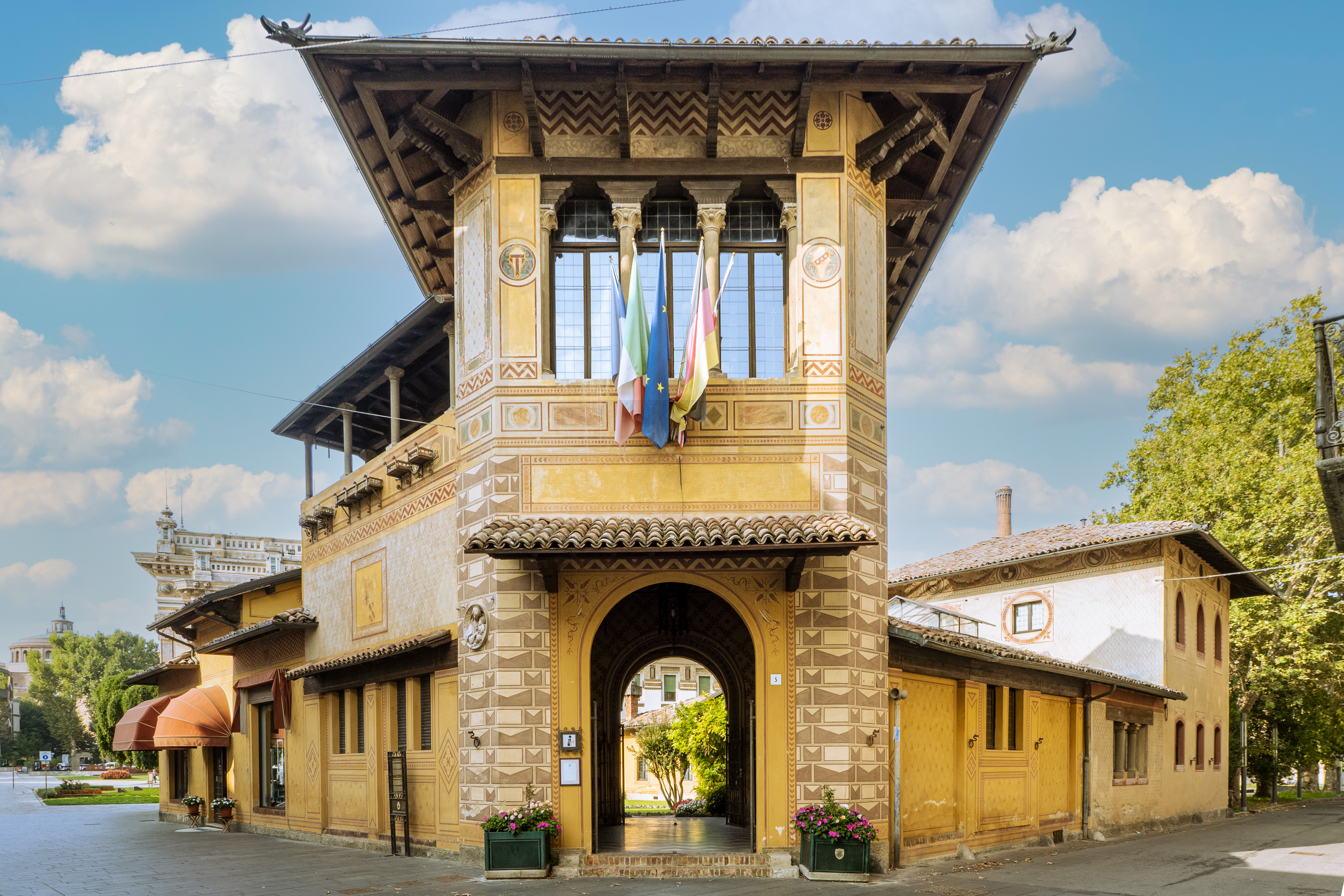
Eingangsturm der Galleria Warowland in Salsomaggiore Terme

Die Galleria Warowland ist ein neugotisches Gebäude in der Gemeinde Salsomaggiore Terme in der italienischen Region Emilia-Romagna. Sie liegt am Piazzale Berzieri und beherbergt die Touristeninformation I.A.T. und das Assessorato al Turismo mit seinen technischen Büros.

## Geschichte
Den ersten Kernbereich des Gebäudes ließ Ladislao Tyszidewicz, ein Antiquar polnischen Ursprungs, zwischen 1912 und 1914 unter der Leitung des Architekten Orsino Bongi errichten. Tyszidewicz wollte in Salsomaggiore Terme eine Filiale der alten Mailänder Kunstgalerie Warowland errichten.
Bereits 1919 kaufte die Markgräfin Alberta dalla Rossa Zambelli, die Tochter von Guido dalla Rosa Prati, den kleinen Palast, um hier ihre eigene Residenz einzurichten. Noch im selben Jahr war sie allerdings gezwungen, ihn der staatlichen Liegenschaftsverwaltung zu überlassen, die das Gebäude auf Basis eines Ministerialdekrets des Herzogs Tommaso di Savoia enteignete. Dieser hatte den Abriss genehmigt, um einen weiten Platz um die monumentale Terme Berzieri zu schaffen, die damals noch im Bau war.
Dennoch wurde das Gebäude verschont und in den Sitz der Thermendirektion umgebaut, in dem das Büro des Verwaltungsdirektors, die technischen und kaufmännischen Büros, sowie die Buchhaltung, untergebracht wurden. Letztere erreichte zwei spätere Erweiterungen, da sie mehr Platz benötigte, 1926 und 1932. Es wurden zwei zusätzliche Gebäude mit einem, bzw. zwei, Stockwerken angebaut, die dem ursprünglichen Kern stilistisch perfekt entsprachen.
1993 verfügte die Region Emilia-Romagna die touristische Nutzung des kleinen Palastes, der dann zum Sitz der Touristeninformation I.A.T. und des Assessorato al Turismo der Gemeinde Salsomaggiore wurde und darüber hinaus ein Ladengeschäft für Thermalprodukte beherbergt.
2015 wurde über die Gesellschaft Terme di Salsomaggiore e di Tabiano S.p.A., Eigentümerin des Gebäudes, aufgrund der immensen Schulden, die sich über die Jahre angesammelt hatten, ein Concordato preventivo eröffnet. 2018 wurden alle Güter in ihrem Besitz, darunter die Galleria Warowland und die benachbarte Terme Berzieri, zum Verkauf angeboten.

## Beschreibung

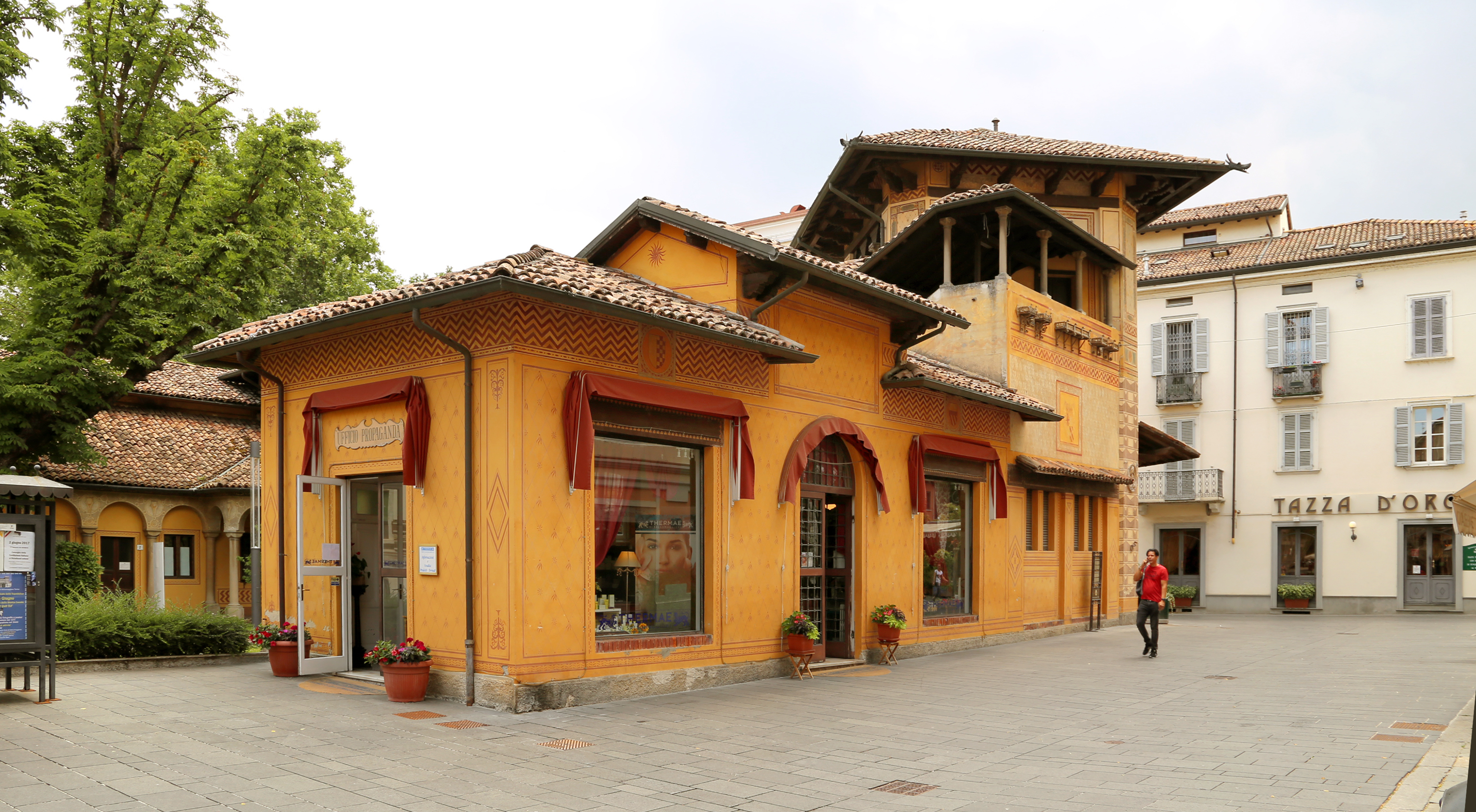
Westflügel

Das Gebäude liegt an der Ecke zwischen dem Platz und der schmalen Via Roma und hat einen dreiseitigen Grundriss mit einem kleinen Hof in der Mitte, der als Garten dient.
Die vollkommen asymmetrischen Fassaden alle Stilelemente des Mediovalismo lombardo, der viele, typische Elemente der Gotik wiederaufnimmt. Darunter stechen der kleine Eckturm mit dem bogenförmigen Eingang und dem Dreifachfenster darüber, die angrenzende Loggia, die von dünnen Steinsäulen gestützt wird, die Vorhallen im Innenhof, die kunstvollen Holzgesimse, die zahlreichen Vordächer, die Regenabläufe in Form von Drachenköpfen, die raffinierten Geländer und vor allem die Putzverzierungen hervor, die mit Sgraffito gefertigt wurden und an vielen Stellen eine Verkleidung aus falschem Bossenwerk und Fischgrätmuster, Rhomben und Palmetten zeigen.
Auch die Innenräume nehmen die stilistischen Elemente der Neugotik wieder auf, in den Abbildungen heraldischer Embleme an den Wänden, in den Holzböden und in den wenigen, original erhaltenen Möbeln. Wertvoll erscheint besonders das vollständig dekorierte Atrium, das über eine kleine Vorhalle den Zugang zum Garten im Hof vermittelt, der sich zur benachbarten Terme Berzieri hin öffnet.